# Чуич, Марио
Ма́рио Чу́ич (хорв. Mario Čuić; родился 22 апреля 2001 года, Сплит, Хорватия) — хорватский футболист, полузащитник клуба «Истра 1961».

## Клубная карьера
Чуич — воспитанник клубов «Томислав» и «Хайдук» из своего родного города. 11 июня 2020 года в матче против «Истра 1961» он дебютировал во чемпионате Хорватии в составе последнего. 12 июля в поединке против загребского «Динамо» Марио сделал «дубль», забив свои первые голы за «Хайдук». 